# Flora (fresque)
Pour les articles homonymes, voir Flora.
Flora, également connue sous le nom de Printemps (Primavera), est une fresque de la Villa Arianna, découverte lors des fouilles archéologiques de l'ancienne ville de Stabiae (aujourd'hui Castellammare di Stabia), et aujourd'hui conservée au musée archéologique national de Naples ; c'est la plus importante et célèbre découverte de l'ancienne ville romaine.

## Histoire
La fresque date de la première moitié du Ier siècle, en pleine époque impériale, lors du 3e style pompéien, avec de vagues réminiscences de l'époque hellénistique. Elle a été peinte pour un cubiculum de la Villa Arianna, avec trois autres figures féminines, Léda, Médée et Diane, placées chacune sur les panneaux centraux des murs : les figures féminines et leur aspect mythologique étaient le thème de la salle; cependant, selon certains auteurs, outre Flora, la figure féminine pourrait représenter une nymphe ou Proserpine.
La fresque a été trouvée en 1759 lors des fouilles de la villa par Karl Jakob Weber et en a été retirée pour former une partie de la collection des Bourbons. La Flora de Stabies a été utilisée à plusieurs reprises dans des contextes différents : en 1947, elle fut utilisée comme objet publicitaire pour une usine de parfums de Paris ; en 1998, elle a figuré sur les timbres-poste français.

## Description
La figure féminine, peinte sur un fond vert d'eau, est vue de dos, marchant pieds nus et vêtue d'une tunique jaune, une épaule nue et la tête ornée d'un diadème, et l'avant-bras gauche tenant une coupe de fleurs; avec sa main droite, elle collecte des fleurs blanches qu'elle met dans sa coupe. L'ensemble de l'image semble être privé de dimension spatiale, et le seul élément caractéristique est le sol sur lequel marche la  femme, mis en évidence par une simple bande blanche. Elle pourrait également être une allégorie du Printemps, d'où le surnom (Primavera) qui lui a été attribué.